# 17歳の処方箋
『17歳の処方箋』（じゅうななさいのしょほうせん、Igby Goes Down）は、2002年のアメリカ合衆国の青春映画。
バー・スティアーズの初監督作品で、出演はキーラン・カルキンとクレア・デインズなど。
裕福なエリート家庭に育ちながら、偽善的な周囲の人々や社会に対して怒りをぶつける1人の少年の成長を描いている。

## ストーリー
17歳のイグビーは、裕福な家庭に育ったものの、モンスターのように強圧的な母・ミミ、プレッシャーから精神を病んでしまった父・ジェイソン、そしてコロンビア大学に通うエリートだが何を考えているのか分からない冷酷で女たらしの兄・オリヴァーに囲まれた窮屈な生活にほとほと嫌気がさしていた。通っていた名門校でトラブルを起こして放校になると、怒った母から士官学校に入れられてしまうが、そこでも問題を起こしてしまう。
イグビーは夏の間だけ名付け親のDHの下で働くことになる。そこで女子大生のスーキーと、DHの愛人であるレイチェル、そしてレイチェルの友人ラッセルと出会い、これまで味わったことのない自由な生活を満喫する。

## キャスト
※括弧内は日本語吹替
- イグビー・スローカム: キーラン・カルキン（浪川大輔）
  - 10歳時: ロリー・カルキン
- スーキー・サーパスティン: クレア・デインズ（林真里花）
- DH・ベインズ: ジェフ・ゴールドブラム（大塚芳忠）
- ジェイソン・スローカム: ビル・プルマン（安原義人）
- ミミ・スローカム: スーザン・サランドン（小宮和枝）
- オリヴァー・スローカム: ライアン・フィリップ（鉄野正豊）
- レイチェル: アマンダ・ピート（岡寛恵）
- ラッセル: ジャレッド・ハリス（後藤敦）
- バニー・ベインズ: セリア・ウェストン（沢田敏子）

## 作品の評価

### 映画批評家によるレビュー
Rotten Tomatoesによれば、批評家の一致した見解は「『ライ麦畑でつかまえて』の血脈にある『17歳の処方箋』は痛烈な機知に富み、鋭い観察力を持っている。」であり、135件の評論のうち高評価は76%に当たる102件で、平均して10点満点中6.94を得ている。
Metacriticによれば、30件の評論のうち、高評価は23件、賛否混在は4件、低評価は3件で、平均して100点満点中72点を得ている。

### 受賞歴
第60回ゴールデングローブ賞でキーラン・カルキンとスーザン・サランドンがそれぞれ主演男優賞（ミュージカル・コメディ部門）と助演女優賞にノミネートされたが、受賞はならなかった。